# Guérison d'un possédé à Capharnaüm
La Guérison d'un démoniaque à Capharnaüm est un des miracles attribués à Jésus-Christ. Il est cité dans deux Évangiles : Mc 1:21–28 et Lc 4:31–37. 

## Texte
Évangile selon Marc, chapitre 1, versets 21 à 28:
« Ils se rendirent à Capernaüm. Et, le jour du sabbat, Jésus entra d'abord dans la synagogue, et il enseigna. Ils étaient frappés de sa doctrine ; car il enseignait comme ayant autorité, et non pas comme les scribes. Il se trouva dans leur synagogue un homme qui avait un esprit impur, et qui s'écria : "Qu'y a-t-il entre nous et toi, Jésus de Nazareth ? Tu es venu pour nous perdre. Je sais qui tu es: le Saint de Dieu." Jésus le menaça, disant: "Tais-toi, et sors de cet homme." Et l'esprit impur sortit de cet homme, en l'agitant avec violence, et en poussant un grand cri. Tous furent saisis de stupéfaction, de sorte qu'ils se demandaient les uns aux autres : "Qu'est-ce que ceci ? Une nouvelle doctrine ! Il commande avec autorité même aux esprits impurs, et ils lui obéissent !" Et sa renommée se répandit aussitôt dans tous les lieux environnants de la Galilée. »
Traduction d'après la Bible Louis Segond.